# Acuerdo He-Umezu
El acuerdo He-Umezu fue un pacto entre las autoridades chinas y las japonesas para poner fin a una nueva crisis surgida entre los dos países en 1935 que permitió la extensión de la influencia japonesa en el norte de China y motivó una nueva retirada de las fuerzas militares chinas de algunos territorios.

## Nueva crisis
Los intentos de conciliación entre China y Japón alcanzaron su mejor momento en mayo de 1935, con el intercambio de embajadores entre los dos países, justo antes del estallido de una nueva crisis bilateral.
La nueva crisis entre China y Japón surgió en mayo de 1935, cuando las autoridades japonesas denunciaron tanto la actividad hostil de ciertas unidades que gozaban de la cooperación de las autoridades pequinesas —fuerzas irregulares que actuaban al norte de la Gran Muralla y luego se refugiaban en la zona desmilitarizada establecida en la Tregua de Tanggu— y el asesinato de dos redactores jefes de periódicos projaponeses en Tianjin. Es probable que la muerte de estos fuese organizada por el servicio de espionaje japonés para culpar de ella al Gobierno chino. El Ejército de Kwantung, deseoso de desbaratar las negociaciones entre los dos Gobierno y evitar que el de Nankín reforzase su autoridad en el norte de China, llegaba suscitando choques armados desde finales de 1934 en Hebei y Chahar. Por su parte, el Gobierno chino tuvo que soportar las acerbas críticas de la fracción del Kuomintang con centro en Cantón, que se oponía a pactar con los japoneses.
Las unidades militares japonesas avanzaron hacia Pekín entre el 20 y el 24 de mayo, justificando la operación por los acontecimientos mencionados. El Ejército de Kwantung seguía tensando las relaciones con China, entrometiéndose en los asuntos del norte del país y tratando de fomentar un movimiento secesionista en la región. A esta actitud de los mandos japoneses en el norte se oponía la manifiesta hostilidad de algunos responsables regionales del Kuomintang y militares de la zona, mucho menos acomodaticios con los japoneses que las autoridades de Nankín. El Ejército japonés de Tianjin, deseoso de emular los logros del de Kwantung, pretendía emplear los hostigamientos de los grupos armados al norte de la Gran Muralla y los asesinatos de los periodistas para ampliar la zona desmilitarizada a toda la provincia de Hebei y extender su influencia por esta y por Chahar.

## Negociaciones y cesión china
Para tratar de calmar a los japoneses, el Gobierno chino, conciliador, ordenó la destitución del gobernador de la provincia de Hebei y de algunos funcionarios de Tianjin. Chiang Kai-shek, enfrascado en la campaña contra los comunistas, delegó las negociaciones con los japoneses en su ministro de Defensa, el general He Yingqin, que trató con el teniente coronel Yoshijirō Umezu, jefe de la guarnición japonesa de Tianjin.
El 4 de junio, las autoridades regionales chinas accedieron a las exigencias japonesas —decididas autónomamente por los mandos militares japoneses del norte de China, con el respaldo posterior de sus jefes en Japón y sin atención alguna a las directrices del Gobierno— para poner fin a la crisis, entre ellas el destituir al jefe militar al mando de las unidades a las que los japoneses acusaban de actividades guerrilleras contra ellos. El 9 del mes, sin embargo, los japoneses aumentaron sus reclamaciones: el Kuomintang debía disolver sus agrupaciones en la zona y las tropas chinas debían evacuar Hebei. Chiang trató de negarse a retirar las unidades de la provincia pero, ante la intransigencia japonesa y la inclinación del resto de dirigentes a aceptarlo, transigió. El 11 los japoneses exigieron que el general chino al mando de la región, el general He Yingqin, firmase un documento en el que quedase explícita la aceptación china de las condiciones que habían presentado. El Gobierno chino se negó, y finalmente se limitó a enviar una carta el 6 de julio aceptando en general las exigencias niponas.

## Consecuencias

El territorio del Consejo Autónomo Anticomunista de Hebei Oriental, creado tras la consecución del Acuerdo He-Umezu en 1935 en la zona desmilitarizada de acuerdo a lo pactado entre China y Japón en la Tregua de Tanggu de 1933.

El acuerdo extendió la influencia del Ejército japonés a toda la provincia de Hebei, cuya parte norte dominaba desde la Tregua de Tanggu de 1933. En la zona ya evacuada por lo estipulado en esta, los japoneses establecieron una autoridad títere, el Consejo Autónomo Anticomunista de Hebei Oriental. Al mismo tiempo, el acuerdo debilitó la autoridad del Gobierno de Nankín en la zona y aumentó su descrédito entre la población, pues parecía incapaz de frenar la expansión japonesa en el país.